# 三島廣小路站
三島廣小路站（日语：／ Mishima-Hirokoji eki */?）是位於靜岡縣三島市廣小路町4番16號，伊豆箱根鐵道的駿豆線車站。車站編號為IS02。

## 歷史

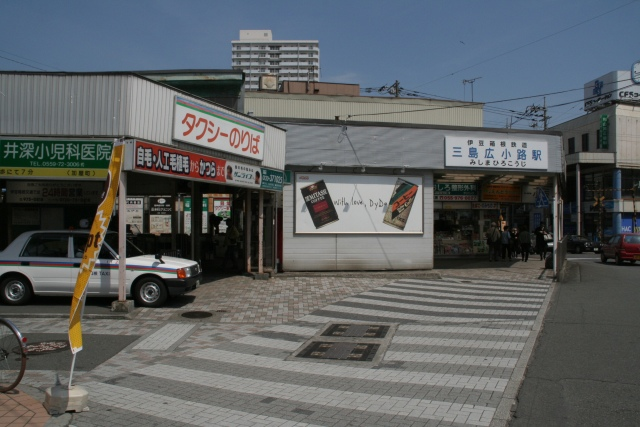
2007年的車站大樓

- 1898年（明治31年）5月20日：豆相鐵道三島町（現時：三島田町）至三島（現時：下土狩）之間開通。當時還未設站。
- 1906年（明治39年）10月1日：駿豆電氣鐵道沼津停車場前（後來為沼津站前）至三島六反田之間開通。
- 1907年（明治40年）7月19日：豆相鐵道轉讓至伊豆鐵道。
- 1908年（明治41年）8月3日：駿豆電氣鐵道三島六反田至三島町之間開通。沼津方向的路線會以伊豆鐵道線平交道作為分界點，乘車處為不同地方。
- 1908年（明治41年）10月1日：伊豆鐵道與軌道線平面相交差承認。軌道線三島町至沼津停車場前之間直通運行。
- 1912年（明治45年）4月1日：駿豆電氣鐵道收購伊豆鐵道。
- 1914年（大正3年）：鐵道線的廣小路聯絡所啟用。
- 1914年（大正3年）尾：軌道線三島六反田至三島町之間暫停營業。
- 1915年（大正4年）1月18日：軌道線三島六反田至三島町之間廢止。
- 1916年（大正5年）10月5日：駿豆電氣鉄道與富士水力電氣合併。
- 1917年（大正6年）11月5日：富士水力電氣的鐵路和電車事業轉讓給駿豆鐵道。
- 1919年（大正8年）5月25日：鐵道線三島至三島町之間電氣化。軌道線開始駛入至三島町內。
- 1928年（昭和3年）4月18日：廣小路聯絡所改名為三島廣小路。
- 1934年（昭和9年）12月1日：鐵道線三島（舊）至三島廣小路之間廢止。三島（新）至三島廣小路之間開通。
- 1938年（昭和13年）4月6日：駿豆鐵道改變公司名稱為駿豆鐵道箱根遊船。
- 1940年（昭和15年）11月28日：駿豆鐵道箱根遊船公司改名為駿豆鐵道。
- 1949年（昭和24年）4月1日：軌道線的營業列車中，直通班次只前往三島町。
- 1957年（昭和32年）6月1日：駿豆鐵道改變公司為伊豆箱根鐵道。
- 1959年（昭和34年）9月7日：鐵道線的架空電纜昇壓。軌道線車廠遷移至長澤，鐵道線上的軌道線不載客列車直通運輸中止。
- 1963年（昭和38年）2月5日：所有軌道線均廢止。
- 1972年（昭和47年）10月1日：三島廣小路站的行李業務中止。
- 2002年（平成14年）1月25日：三島廣小路站引入自動閘機（日语：自動改札機）。

## 車站構造

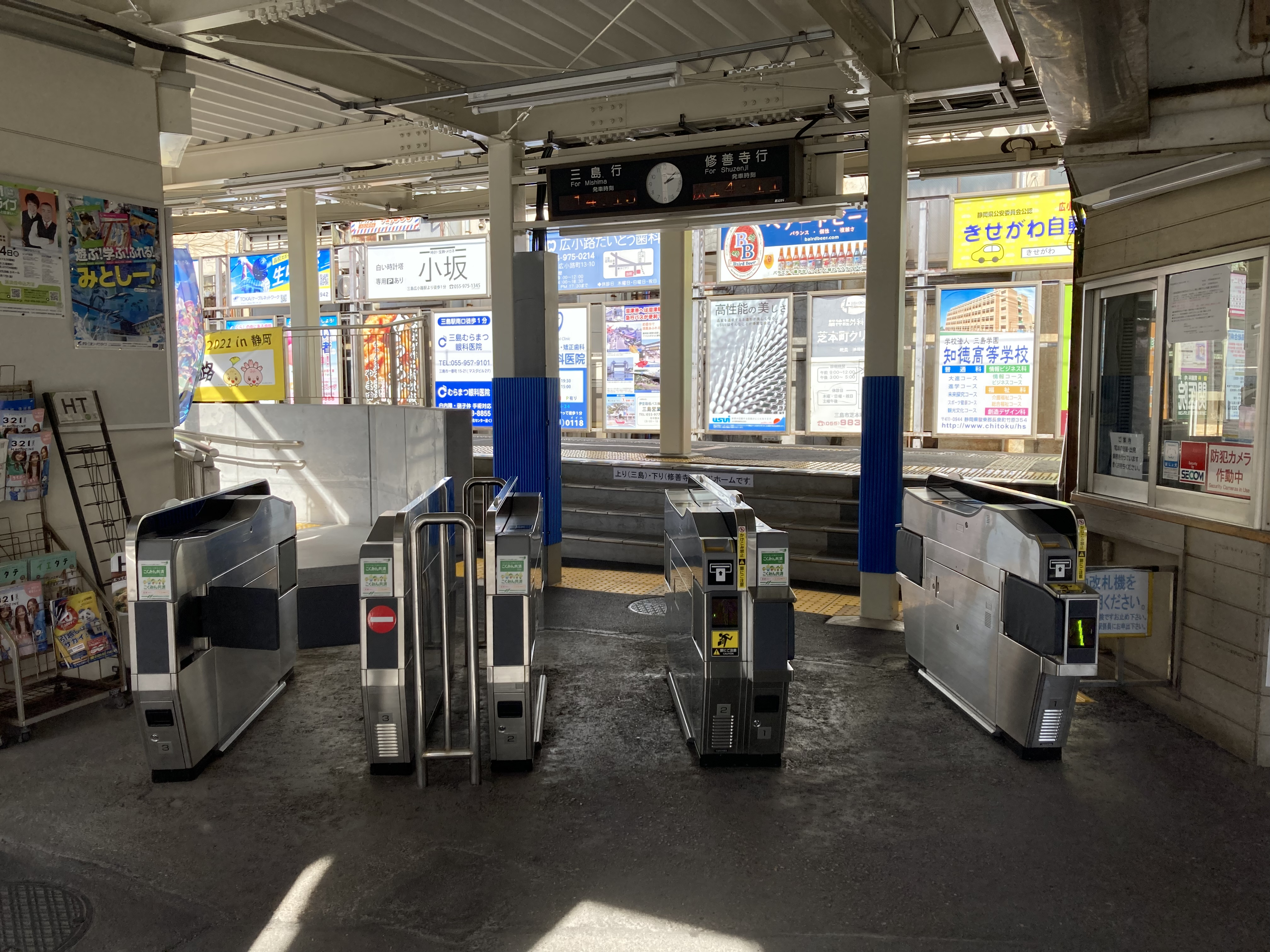
閘口(2023年2月)

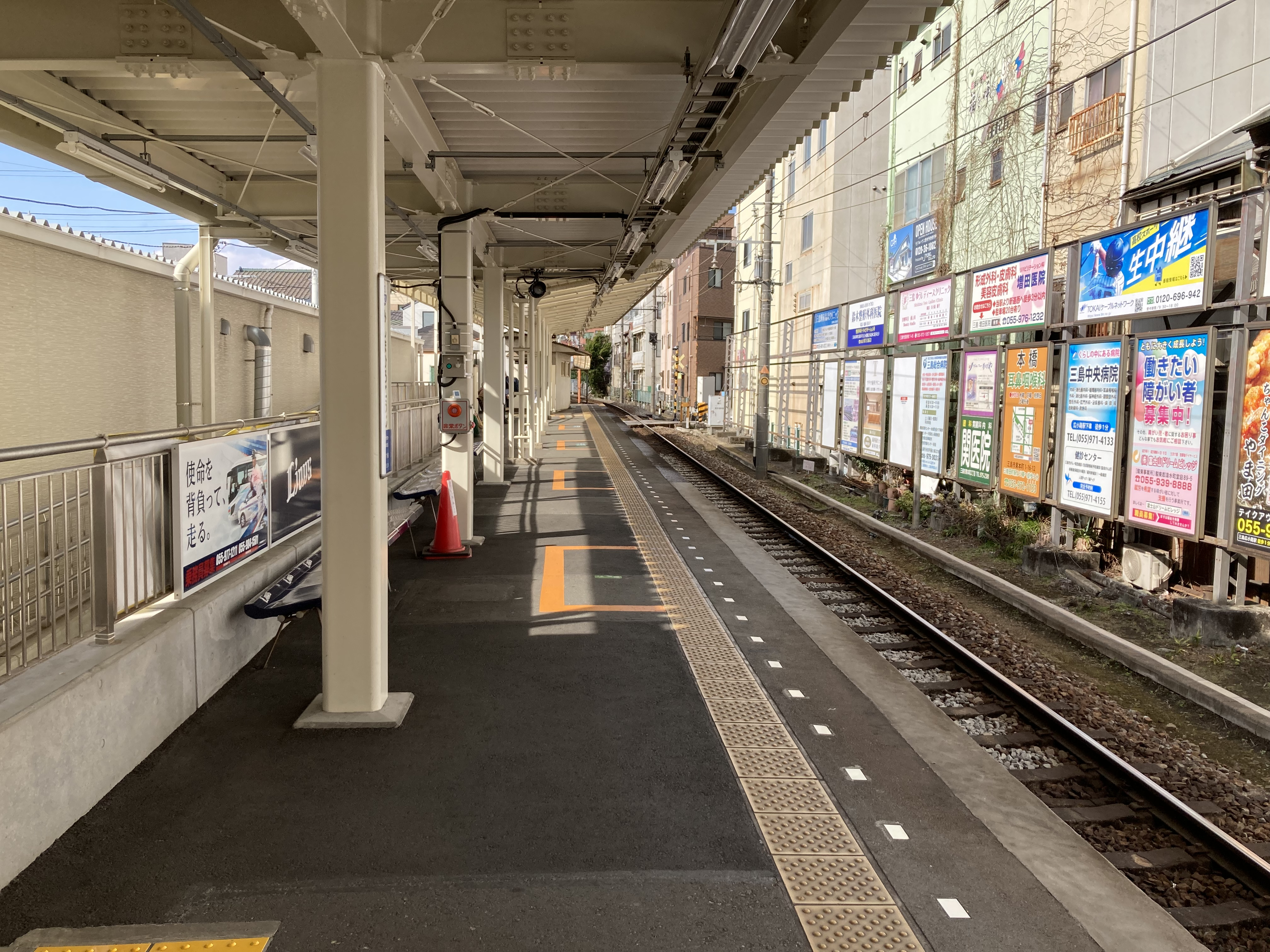
月台(2023年2月)

此站是地面車站，設有1面1線的單式月台。在舉行三島夏祭時，當日車站會有許多人使用，因此站內比較大。但是月台靠近修善寺一方比較狹窄和危險，因此通過列車進站時，車站職員會舉起雪糕筒。
此站設有自動閘機和商店。的士站於閘口對出。的士站原本是電車站。在進站廣播中會以女聲廣播。此站設有4台自動售票機，當中1台是輕觸式。

## 使用狀況
根據「靜岡縣統計年鑑」，在2018年（平成30年）度，1日平均乘車人次為1,983人。
| 年度               | 1日平均 乘車人次 | 參考資料 |
| ------------------ | ---------------- | -------- |
| 1993年（平成05年） | 3,951            | [ * 1 ]  |
| 1994年（平成06年） | 3,790            | [ * 2 ]  |
| 1995年（平成07年） | 3,668            | [ * 3 ]  |
| 1996年（平成08年） | 3,565            | [ * 4 ]  |
| 1997年（平成09年） | 3,320            | [ * 5 ]  |
| 1998年（平成10年） | 3,209            | [ * 6 ]  |
| 1999年（平成11年） | 3,074            | [ * 7 ]  |
| 2000年（平成12年） | 2,908            | [ * 8 ]  |
| 2001年（平成13年） | 2,852            | [ * 9 ]  |
| 2002年（平成14年） | 2,962            | [ * 10 ] |
| 2003年（平成15年） | 2,790            | [ * 11 ] |
| 2004年（平成16年） | 2,702            | [ * 12 ] |
| 2005年（平成17年） | 2,563            | [ * 13 ] |
| 2006年（平成18年） | 2,396            | [ * 14 ] |
| 2007年（平成19年） | 2,278            | [ * 15 ] |
| 2008年（平成20年） | 2,223            | [ * 16 ] |
| 2009年（平成21年） | 2,076            | [ * 17 ] |
| 2010年（平成22年） | 2,054            | [ * 18 ] |
| 2011年（平成23年） | 2,023            | [ * 19 ] |
| 2012年（平成24年） | 2,064            | [ * 20 ] |
| 2013年（平成25年） | 2,029            | [ * 21 ] |
| 2014年（平成26年） | 1,952            | [ * 22 ] |
| 2015年（平成27年） | 1,959            | [ * 23 ] |
| 2016年（平成28年） | 1,934            | [ * 24 ] |
| 2017年（平成29年） | 1,953            | [ * 25 ] |
| 2018年（平成30年） | 1,983            | [ * 26 ] |

## 車站周邊
車站鄰近三島大通商店街。
- 寺社佛閣
  - 伊豆國分寺
  - 蓮馨寺
  - 林光寺
  - 常林寺
  - 三石神社
  - 秋葉神社 八坂神社
  - 木町觀音堂
- 教會
  - 天主教三島教會
- 餐廳、超級市場、商店等
  - MaxValu（日语：マックスバリュ）三島本町店
  - Kimisawa（日语：キミサワ）廣小路店
  - Kimisawa（日语：キミサワ）淺川公園三好店
  - Mister Donut三島廣小路店
  - Pasteria地中海（意大利餐廳）
  - 翼壽司
  - Gruppe麵包屋（石渡食品）
  - 手藝専門店 高島屋 總店
  - 三島玩具
  - 三島屋體育
  - Strands
  - anca.terrace（Anka Terrace）
  - Melon de melon
  - 雪之下近藤正文和薰
  - 小田屋三島店
- 鰻魚店
  - 櫻家
  - 須美之坊 本町店
  - 元祖 鰻吉
  - 和食、蒲燒 高田屋
  - 鰻繁
  - 鰻魚 池田
- 居酒屋等
  - 魚民（日语：魚民）三島廣小路站前店
  - 魚室道場（日语：チムニー (居酒屋)）三島廣小路店
- 醫療機構、藥局
  - 三島中央醫院（舊：關醫院、關耳鼻喉科）
  - 三島市醫師會醫療中心
  - 鈴木愛麗絲藥局
  - Welcia藥局三島廣小路店（舊：Kimisawa藥局 總店→Hack藥品 總店）
- 金融機構
  - 靜岡銀行三島中島分店
  - 三島信用金庫（日语：三島信用金庫）西分店
  - 三島信用金庫（日语：三島信用金庫）總店
  - 瑞穗銀行 三島分店
- 住宿設施
  - 三島廣場酒店
  - 新鹿屋酒店
  - 敷島屋旅館
  - 商務旅館　大倉旅館
- 工場
  - 電業社機械製作所（日语：電業社機械製作所） 三島事業所
  - 東芝Tec（日语：東芝テック） 株式會社 靜岡事業所（三島）
- 停車場
  - 廣小路新光公園
  - 本町停車場
  - Tower Shop停車場
  - 內田停車場
  - Times三島廣小路
  - Times三島本町
  - Sun停車場
  - 廣瀨停車場
- 附近通過的縣道
  - 靜岡縣道22號三島富士線（日语：静岡県道22号三島富士線） - 於車站東邊（箱根、三嶋大社）一方。
  - 靜岡縣道145號沼津三島線（日语：静岡県道145号沼津三島線） - 於車站西邊（沼津）一方。稱為舊道。
- 過去車站周圍的商店與設施
  - 伊豆箱根旅行廣小路分店
  - UNY三島廣小路店 - 現時變成為公寓（Charlie三島廣小路住宅）
  - 天神屋廣小路店
  - 坐・和民三島廣小路站前店
  - 庄屋（日语：大庄）三島廣小路店
  - 笑笑三島廣小路站前店
  - 串特急（日语：串特急）三島廣小路店
  - 築地日本海（日语：大庄）三島廣小路店

## 巴士路線
在三島廣小路站附近設有以下巴士路線通過：
「新道」「舊道」是指車站西方分支的2條道路。車站西方（沼津一方），向左邊分支的道路為「舊道」，向右邊分支的道路為「新道」。舊道曾經是軌道線，繞過軌道是新道。在三島廣小路站附近的三島繞道落成，當時被指定為國道1號（當時為「一級國道1號」，於1952年指定）。
西向
- 富士急城市巴士（日语：富士急シティバス）
  - 於車站東邊，從三石神社出發。前往沼津高専、癌症中心（日間設有快速班次，行經較短路線，不會途經站前）、駿河平行和桃澤鄉。所有班次均途經下土狩站。
- 伊豆箱根巴士（日语：伊豆箱根バス）
  - 從站前出發，主要途經大岡和自由丘前往沼津行。另外設有途經新道、舊道前往車站西邊的班次。
- 東海巴士橙色穿梭（日语：東海バスオレンジシャトル）
  - 車站西邊，於舊道的公寓前（前UNY三島廣小路店）出發或到達。主要設有途經新道或舊道或Santo Moon（經柿田-醫療中心）前往沼津與沼商行。
- 伊豆箱根巴士、東海巴士橙色穿梭
  - 100日圓巴士「淺瀨號」（日语：三島市コミュニティバス#100円バス「せせらぎ号」）
    - 車站西邊，廣小路西到發。東回。

東向
- 富士急城市巴士、伊豆箱根巴士
  - 前往三島站南出口，前往三島田町站。車站西方約50米的新道設有巴士站。
- 東海巴士橙色穿梭
  - 站前廣小路派出所、新道一方到發。前往三島站、三島大社、川原谷方向。
- 伊豆箱根巴士、東海巴士橙色穿梭
  - 100日圓巴士「淺瀨號」
    - 於新道一方到發。西回。

## 其他
- 車站鄰近道路的車流量高，該處設有平交道，因此停車時間較短。並且沒有信號燈，因此單車和行人通過時需要小心。
- 站前的UNY遺蹟設有15層高的大型公寓。而1樓設有當地食品超級市場Kimisawa。
- 車站鄰近鰻魚店（櫻家），在車站會聞到烤鰻魚的氣味。
- 在1963年（昭和38年）前，電車伊豆箱根鐵道軌道線（日语：伊豆箱根鉄道軌道線）會從此站延伸至沼津站前。
- 在三島夏祭等祭典活動之際，附近前往三島大社的街道會變為行人專用區（參見三島大通商店街（日语：三島大通り商店街））。
- 在車站南邊的平交道中設有2個緊急按鈕。

## 相鄰車站
伊豆箱根鐵道
■駿豆線
■特急「踊子」
通過
■普通
三島（IS01）－三島廣小路（IS02）－三島田町（IS03）

## 注腳
1. ↑  靜岡縣統計年鑑1993（平成5年）PDF（日語）
2. ↑  靜岡縣統計年鑑1994（平成6年）PDF（日語）
3. ↑  靜岡縣統計年鑑1995（平成7年）PDF（日語）
4. ↑  靜岡縣統計年鑑1996（平成8年）PDF（日語）
5. ↑  靜岡縣統計年鑑1997（平成9年）PDF（日語）
6. ↑  靜岡縣統計年鑑1998（平成10年）PDF（日語）
7. ↑  靜岡縣統計年鑑1999（平成11年）PDF（日語）
8. ↑  靜岡縣統計年鑑2000（平成12年）PDF（日語）
9. ↑  靜岡縣統計年鑑2001（平成13年）PDF（日語）
10. ↑  靜岡縣統計年鑑2002（平成14年）PDF（日語）
11. ↑  靜岡縣統計年鑑2003（平成15年）PDF（日語）
12. ↑  靜岡縣統計年鑑2004（平成16年）PDF（日語）
13. ↑  靜岡縣統計年鑑2005（平成17年）PDF（日語）
14. ↑  靜岡縣統計年鑑2006（平成18年）PDF（日語）
15. ↑  靜岡縣統計年鑑2007（平成19年）PDF（日語）
16. ↑  靜岡縣統計年鑑2008（平成20年）PDF（日語）
17. ↑  靜岡縣統計年鑑2009（平成21年）PDF（日語）
18. ↑  靜岡縣統計年鑑2010（平成22年）PDF（日語）
19. ↑  靜岡縣統計年鑑2011（平成23年）PDF（日語）
20. ↑  靜岡縣統計年鑑2012（平成24年）PDF（日語）
21. ↑  靜岡縣統計年鑑2013（平成25年）PDF（日語）
22. ↑  靜岡縣統計年鑑2014（平成26年）PDF（日語）
23. ↑  靜岡縣統計年鑑2015（平成27年）PDF（日語）
24. ↑  靜岡縣統計年鑑2016（平成28年）PDF（日語）
25. ↑  靜岡縣統計年鑑2017（平成29年）PDF（日語）
26. ↑  靜岡縣統計年鑑2018（平成30年）PDF（日語）

## 外部連結
- 伊豆箱根鐵道　三島廣小路站 （页面存档备份，存于）（日語）